# Theodore Andrea Cook
Theodore Andrea Cook (28 de marzo de 1867 – 16 de septiembre de 1928) fue un crítico de arte y escritor británico.

## Actividades deportivas
Cook, pasó sus primeros años en Wantage después de que su padre, Henry Cook, se convirtió en el director de la escuela King Alfred en 1868, un año después de que su hijo mayor nació. Posteriormente estudió en Radley College, donde también realizó actividades deportivas convirtiéndose en capitán de los equipos de fútbol y de remo. Continuó sus estudios de los clásicos, en el Wadham College de Oxford, donde fue un miembro del club náutico, y participó de Oxford en la Regata 1889. Permaneció en Oxford después de la graduación y en 1891 fundó el "Club de Esgrima de la Universidad". Él continuó interesándose en la esgrima y fue capitán del equipo de esgrima Inglés en el campeonato 1903 en París y en el campeonato de 1906 en Atenas. Estuvo involucrado en los preparativos de los Juegos Olímpicos de 1908 en Londres, siendo uno de los tres representantes británicos en el Comité Olímpico Internacional.
En 1920 ganó una medalla de plata en los concursos de arte de los Juegos Olímpicos por su "Juegos Olímpicos de Amberes".

## Actividad como escritor y publicador
El legado de su madre artista fue haberlo introducido tempranamente al mundo de la pintura, la escultura y la arquitectura. Esto le inspiró a los viajes especialmente en Europa y la publicación de obras sobre arquitectura, Leonardo da Vinci y escultura, entre muchas otras, algunas de las cuales fueron ilustradas por su madre. Esta amplia trayectoria en el deporte y la literatura llevó a Theodore Cook al periodismo. Él fue por algún tiempo editor de la Gaceta de St. James, el periódico editado "para caballeros por caballeros". Como periodista independiente escribió para el viejo Standard y contribuyó al Daily Telegraph. En 1910 se convirtió en editor de The Field, el periódico del condado de Hidalgo, cargo que aún tenía en el momento de su muerte en 1928. Su título de caballero en 1916 era, en su opinión, un reconocimiento a la labor de su revista a favor del esfuerzo bélico, más que de su contribución individual. Murió de un ataque al corazón el 16 de septiembre de 1928.

## Libros
- A History of the English Turf- Londres, 1901

- An Anthology of Humorous Verse - London, 1902

- Spirals in Nature and Art - Londres, 1903

- The Water-Colour Drawings of J.M.W.TURNER, in the National Gallery, Londres, 1904.

- Twenty-five Great Houses of France

- Eclipse-1775, Persommon-1906 - Londres, 1907

- The Official Report of the Olympic Games of 1908 - Londres, 1908

- Cook, Theodore Andrea; Nickalls, Guy (1908). Thomas Doggett Deceased. Londres: Archibald Constable.

- The Story of the Rouen - Londres, 1911

- Old Touraine. The Life and History of the Famous Chateaux of France, 2 v. ISBN 0-7103-0989-9

- Old Provence. 2 v. Londres, 1905

- The Curves of Life - Londres, 1914 ISBN 978-0486237015

- The Sunlit Hours - Londres, 1926

- Character and Sportsmanship - Londres, 1926